# Gautefall
Gautefall is een plaats in de Noorse gemeente Drangedal, provincie Telemark in het zuiden van Noorwegen.
Het ligt tussen Nissedal en Drangedal langs Riksvei 358.